# Cystopage intercalaris
Cystopage intercalaris är en svampart som beskrevs av Drechsler 1945. Cystopage intercalaris ingår i släktet Cystopage och familjen Zoopagaceae.   Inga underarter finns listade i Catalogue of Life.